# Fiorella Mocassini-Citroën
La Fiorella Mocassini-Citroën, già Fiorella-Mocassini, è stata una squadra maschile italiana di ciclismo su strada, attiva nel professionismo dal 1977 al 1978. Trae le proprie origini, dalla G.S. Fiorella Mocassini, squadra dilettantistica dal 1974 al 1976. I principali successi arrivarono nel 1978, fra cui il Giro dell'Emilia, con lo svedese Bernt Johansson, una tappa alla Tirreno-Adriatico, con lo svizzero Josef Fuchs e tre tappe al Tour de Suisse, tutte con Giovanni Battaglin.

## Cronistoria

### Annuario
| Anno | Codice | Nome                       | Cat. | Biciclette | Dirigenza                                   |
| ---- | ------ | -------------------------- | ---- | ---------- | ------------------------------------------- |
| 1977 | -      | Fiorella Mocassini         | Pro  | Guerciotti | Dir. sportivi: Piero Pieroni, Luciano Pezzi |
| 1978 | -      | Fiorella Mocassini-Citroën | Pro  | Guerciotti | Dir. sportivi: Luciano Pezzi                |

## Palmarès

### Grandi Giri
- Giro d'Italia

Partecipazioni: 2 (1977, 1978) 
Vittorie di tappa:0
Vittorie finali: 0
Altre classifiche: 0
- Tour de France

Partecipazioni: 0
- Vuelta a España

Partecipazioni: 0